# 吐哈站
吐哈站位于中华人民共和国新疆维吾尔自治区吐鲁番市鄯善县火车站镇，是兰新客运专线上的高铁站，于2014年12月26日开通启用，由中国铁路乌鲁木齐局集团管辖。

## 歷史
- 2014年12月26日开通启用。

## 外部連結
- 中国铁路客户服务中心（页面存档备份，存于）